# Jelena Kozłowa (lekkoatletka)
Jelena Kozłowa, ros. Елена Козлова (ur. 13 lutego 1962) – rosyjska lekkoatletka specjalizująca się w pchnieciu kulą. W czasie swojej kariery reprezentowała Związek Socjalistycznych Republik Radzieckich.
Największy sukces na arenie międzynarodowej odniosła w 1979 r. w Bydgoszczy, zdobywając brązowy medal mistrzostw Europy juniorek (z wynikiem 16,59; za Liane Schmuhl i Simone Rüdrich).